# NGC 4749
NGC 4749 é uma galáxia espiral (Sb) localizada na direcção da constelação de Draco. Possui uma declinação de +71° 38' 06" e uma ascensão recta de 12 horas, 51 minutos e 12,2 segundos.
A galáxia NGC 4749 foi descoberta em 7 de Abril de 1793 por William Herschel.